# ارس ژولیده
ارس ژولیده (نام علمی: Juniperus recurva) نام یک گونه از سرده ارس است.